# Jarid Arraes
Jarid Arraes (Juazeiro do Norte, 12 de fevereiro de 1991) é uma escritora, cordelista e poeta brasileira, autora dos livros As Lendas de Dandara, Heroínas negras brasileiras em 15 cordéis, Um buraco com meu nome, Redemoinho em dia quente, Corpo desfeito e Cordéis para crianças incríveis. 
Vive em São Paulo, onde criou o Clube da Escrita Para Mulheres. Tem mais de 70 títulos publicados em Literatura de Cordel, incluindo os títulos publicados nas coleções Heroínas negras na História do Brasil e Cordéis para crianças incríveis.

## Biografia
Desde a infância teve forte contato com a literatura, sobretudo pela influência de sua própria família. Seu avô, Abraão Batista foi poeta, xilógrafo, escultor, ceramista, gravador e professor. Desde o final da década de 1960 produzira cordéis até se estabelecer na cena, com uma produção de mais de 200 títulos. Com reconhecimento internacional, é também um dos fundadores da Academia Brasileira de Literatura de Cordel no Rio de Janeiro. Herdeiro dos grandes cordelistas e do Mestre Noza, mestre maior do artesanato Juazeirense,  funda o Centro de Cultura Mestre Noza e a Associação dos Artesãos do Padre Cícero, com o objetivo de congregar os artesãos de Juazeiro contribuindo para a organização e valorização da atividade de artesanato na cidade.
Seu pai, Hamurabi Batista é poeta popular, cordelista, xilógrafo e escultor. Com uma vasta produção de mais de 250 folhetos, traz em sua escrita um forte compromisso com a história e a luta política, com personalidades históricas e diversas questões raciais. Enquanto produtor cultural é presidente da Associação dos Artesãos do Padre Cícero e gestor do Centro de Cultura Popular Mestre Noza, onde funciona a associação, trabalhando para o reconhecimento e valorização das obras produzidas pelos artistas locais e o escoamento da produção.
Jarid cresceu entre manifestações de cultura tradicional nordestina, frequentando o Centro de Cultura Popular Mestre Noza. Suas influências literárias não se limitaram ao cordel. Tem os livros de Carlos Drummond de Andrade, Paulo Leminski, Manuel Bandeira e Ferreira Gullar como principais interesses. No entanto, foi percebendo, enquanto crescia, que o acesso a obras de escritoras era precário, o que motivou-a a pesquisar e conhecer mulheres que marcaram a história não só como autoras e poetas, mas nas mais diversas áreas do conhecimento, principalmente mulheres negras, que percebia serem ainda mais esquecidas das escolas e mídia.

## Carreira Literária
Em 2011, Jarid começa a publicar seus escritos aos 20 anos de idade, no blog Mulher Dialética. Logo passou a colaborar em blogs como o Blogueiras feministas e o Blogueiras Negras.
Dois anos depois, torna-se colunista da Revista Fórum, onde manteve o blog Questão de Gênero até Fevereiro de 2016. Na Revista Fórum, atuava também como jornalista e escrevia matérias sobre as mais diversas ramificações dos Direitos Humanos, como feminismo, movimentos de luta contra o racismo, direitos LGBT, entre outros.
Jarid morou em Juazeiro do Norte, no Ceará, até 2014, e, neste ano, participou de coletivos regionais, como o Pretas Simoa (Grupo de Mulheres Negras do Cariri) e o FEMICA (Feministas do Cariri), do qual fez parte da fundação. Em dezembro de 2014 mudou-se para São Paulo, onde passou a fazer parte da ONG Casa de Lua até o seu fechamento.
Em 2015, Jarid Arraes criou o projeto gratuito Clube da Escrita Para Mulheres, realizando encontros periódicos com o objetivo de encorajar mulheres que escrevem ou desejavam começar a escrever.
Já em 2017, o Clube da Escrita Para Mulheres se tornou um coletivo contando com a participação de outras integrantes e escritoras.
Em junho do mesmo ano, Jarid lançou o livro Heroínas Negras Brasileiras em 15 cordéis pela Pólen Livros, com biografia em cordel e breve resumo de mulheres como:  Antonieta de Barros, Aqualtune, Carolina Maria de Jesus, Dandara dos Palmares, Esperança Garcia, Eva Maria do Bonsucesso, Laudelina de Campos Melo, Luisa Mahin, Maria Felipa, Maria Firmina dos Reis, Mariana Crioula, Na Agontimé, Tereza de Benguela, Tia Ciata e Zacimba Gaba. O livro está em sua terceira edição publicada pelo Selo Seguinte da Companhia das Letras. Realizou eventos de lançamento em São Paulo e no Rio de Janeiro, com recorde de vendas da Blooks Livraria com exemplares totalmente esgotados.
Em julho de 2018, Jarid Arraes lançou seu primeiro livro de poesia, Um buraco com meu nome, publicado pelo selo Ferina, do qual se tornou curadora. O livro foi apresentado pela primeira vez durante a Festa Literária Internacional de Paraty (FLIP). A autora foi também a responsável pelas ilustrações de sua obra.
Em julho de 2019, lançou seu primeiro livro de contos pela Alfaguara (Companhia das Letras), Redemoinho em dia quente, no qual se relaciona com sua origem carirense. O primeiro lançamento aconteceu durante a FLIP, para a qual Jarid foi convidada oficialmente. Este livro foi premiado pela Associação Paulista de Críticos de Arte como melhor livro da categoria contos e crônicas de 2019.
Jarid já colaborou em diversos portais e revistas, entre eles a Folha de S.Paulo, as revistas impressas Quatro Cinco Um, Caros Amigos, Claudia, Cult e Blooks,. Teve poesias publicadas também na Revista Parênteses e na Revista Gueto, participou de uma antologia de poesias da TAG Experiências Literárias, escreveu o cordel Chega de Fiu Fiu em parceria com a ONG Think Olga e o título "Informação Contra o Machismo" em parceria no prêmio com a Artigo 19. Em 2020 foi considerada pela Forbes uma das trinta personalidades em destaque no Brasil, premiada no UNDER-30 que dá ênfase a jovens que vêm fazendo a diferença na história país.

## Estilo
Jarid Arraes desde cedo já tinha contato forte com a Literatura, influenciada principalmente por seu avô, Abraão Batista, e de seu pai, Hamurabi Batista, que eram cordelistas e xilogravadores. Estas influências a trabalhar o cordel em suas obras que incluem outros gêneros além da poesia, como contos e romances. Jarid também já fez participações em livros de coletânea de poemas com outras autoras, publicações em revistas, trabalhos de edição e revisão e participações em prefácios, posfácios e outros.
A autora tem publicado mais de 70 título de cordel. Alguns deles foram publicados em livro, como Heroínas negras em 15 cordéis (1ª edição - 2017 - Pólen Livros; 2ª edição - 2020 - Seguinte) e Cordéis para crianças incríveis (1ª edição - 2024 - Companhia das Letrinhas).

## Sinopse dos livros

### As Lendas de Dandara
Na sociedade do período do açúcar, a casa-grande era a residência do senhor de engenho. Seu conforto contrastava de modo gritante com a miséria e as péssimas condições de higiene das senzalas, onde moravam os escravos. O tratamento dado a eles era cruel, envolvendo castigos sangrentos, ataques sexuais e dolorosas explorações físicas e mentais. Afinal, eles não passavam de semoventes – criaturas que se moviam por si, como os cavalos, as vacas e os cachorros da fazenda. E que podiam ser vendidos, trocados, emprestados ou doados, como qualquer outro animal na posse do senhor branco. É contra essa estrutura odiosa que se ergue Dandara dos Palmares, guerreira e companheira de Zumbi, que luta à frente das formações de palmarinos dispostos a reconquistar a liberdade de a dignidade para si e para seus irmãos escravizados. As Lendas de Dandara é um romance que busca preencher lacunas de uma história do Brasil que nunca foi bem contada. Dandara foi uma guerreira negra fundamental para o Quilombo dos Palmares. Bertha Lutz foi a maior representante do movimento sufragista no Brasil. Essas e muitas outras brasileiras impactaram a nossa história e, indiretamente, a nossa vida, mas raramente aparecem nos livros. Este volume, resultado de uma extensa pesquisa, chega para trazer o reconhecimento que elas merecem.

### Heroínas negras brasileiras em 15 cordéis
Desde 2012, a autora Jarid Arraes tem se dedicado a escrever sobre a história das mulheres negras que participaram da construção da História do Brasil. E não bastava conhecer essas histórias, era preciso torná-las acessíveis e fazer com que suas vozes fossem ouvidas. Para isso, Jarid usou a linguagem poética tipicamente brasileira da literatura de cordel. E vendeu milhares de seus cordéis pelo Brasil, alertando para a importância da multiplicidade de vozes e oferecendo exemplos de diversidade para as mulheres atuais. Neste livro, reunimos 15 dessas histórias, que ganharam uma nova versão da autora e a beleza das ilustrações de Gabriela Pires.

### Um buraco com meu nome
Em seu livro de estreia na poesia, a escritora e cordelista Jarid Arraes dedica seus poemas àqueles que não encontram matilha. Àqueles que procuram um buraco para chamar de seu – talvez toca, talvez a cova íntima que nem sempre encontramos quando precisamos de abrigo. Nas quatro partes do livro – Selvageria, Fera, Corpo Aberto e Caverna – Jarid cava fundo, com unhas e presas, em busca desse lugar.

### Redemoinho em dia quente
Focando nas mulheres da região do Cariri, no Ceará, os contos de Jarid Arraes desafiam classificações e misturam realismo, fantasia, crítica social e uma capacidade ímpar de identificar e narrar o cotidiano público e privado das mulheres. Uma senhora católica encontra uma sacola com pílulas suspeitas e decide experimentar um barato que a leva até o padre Cícero, uma lavadeira tenta entender os desejos da filha, uma mototáxi tenta começar um novo trabalho e enfrenta os desafios que seu gênero representa ― a autora narra a vida de mulheres com exatidão, potência e uma voz única na literatura brasileira contemporânea.

### Corpo desfeito
Em seu romance de estreia, Jarid Arraes traz uma história impactante e impossível de esquecer, focada nas consequências do abuso físico e psicológico de crianças. Com uma prosa ágil e habilmente construída, ela mergulha fundo em uma narrativa sobre como as marcas da infância são construídas e como é possível lidar com elas. Suas outras produções são cordéis que abordam temas biográficos e historiográficos acerca de histórias de "heroínas negras brasileiras"; além de cordéis infantis e uma série recente de Lendas da África. São 60 cordéis assinados pela autora.

### Cordéis para crianças incríveis
A Jarid elaborou uma nova coletânea de cordéis com histórias de quatro meninas que, apesar de parecerem muito diferentes, têm muito em comum. O primeiro cordel narra a história de Aninha, uma menina que deseja se tornar bailarina, mas, por ser gorda, ouve de muitas pessoas que não tem um corpo adequado. Até que encontra uma professora que mostra que toda pessoa pode dançar, sim. Depois os leitores conhecem Mel, uma garota de poderosos cabelos cacheados que enfrenta a inveja de um monstro que quer acabar com a magia de seu cabelo... Mas Mel vai descobrir que nada é capaz de destruir sua autoconfiança. A terceira história narra o encontro de uma princesa angolana que perdeu a alegria com um dançarino e seu turbante colorido e mágico, capaz de fazer com que a felicidade volte ao coração dela. E por último há o cordel da aventureira Luara que, após sofrer um acidente e perder a mobilidade das pernas, recebe o apoio da Lua para ganhar uma cadeira de rodas brilhante e uma vila acessível para que nada a impeça de trilhar os caminhos que quiser. Com leveza e bom-humor, mas sem evitar temas sensíveis e destacando a representatividade, os cordéis de Jarid e as ilustrações de Veridiana exaltam tanto as crianças das histórias quanto as que as leem.

## Obras traduzidas
Em outubro de 2018, seu livro As Lendas de Dandara foi traduzido para o francês e publicado na França, sob o título de Dandara et les esclaves libre pela editora Anacaona. Jarid esteve em turnê de lançamento em cidades francesas e participou de eventos em Paris, na Maison de l’Amérique latine, em Rennes, em La Rochelle, no Musée du Nouveau Monde, e em Lille, na Le Bateau Livre, além de ter visitado liceus e universidades.

## Homenagem
Em 12 de outubro de 2017, a atriz e cantora Thalma de Freitas apresentou um espetáculo musical interpretando o livro Heroínas Negras Brasileiras em 15 cordéis na casa Jazz nos Fundos, localizada em São Paulo/SP.

## Curiosidades
Em julho de 2015, Jarid Arraes publicou As Lendas de Dandara, seu primeiro livro em prosa e em edição independente que contou com ilustrações de Aline Valek. Em menos de 1 ano, a tiragem foi completamente esgotada e a obra foi republicada em dezembro de 2016 pela Editora de Cultura. O livro nasceu da necessidade de resgatar a história de Dandara dos Palmares, contada como esposa de Zumbi dos Palmares, e tem a proposta de misturar lendas e fantasia com fatos históricos sobre a luta quilombola no período da escravidão no Brasil.
Além do livro As Lendas de Dandara, suas obras mais conhecidas são os cordéis da Coleção Heroínas Negras da História do Brasil. Nela são resgatadas biografias de grandes mulheres negras que marcaram a história brasileira. A autora também possui cordéis infantis, como “A menina que não queria ser princesa” e “A bailarina gorda” e “Os cachinhos encantados da princesa”.
O selo Ferina, da editora Pólen, foi lançado em maio de 2018 com a proposta de publicar autoras brasileiras. Um conselho editorial de mulheres foi formado com profissionais de diversas áreas, incluindo a escritora Márcia Wayna Kambeba, autora indígena, a autora de literatura afrobrasileira Cidinha da Silva, a coordenadora do Museu Afro Brasil Neide Almeida, a designer e ilustradora Raquel Matsushita, a ilustradora venezuelana Valentina Fraiz, a jornalista Jéssica Balbino, a poeta Estela Rosa, a acadêmica em Literatura Heloísa Buarque de Hollanda, a livreira e coordenadora do projeto Leia Mulheres Juliana Gomes, a intelectual Jaqueline Gomes de Jesus e a jornalista Lizandra Magon de Almeida, da Pólen Editora. A formação inicial do Conselho Editorial do selo Ferina representou um marco em diversidade para o mercado editorial brasileiro, por trazer uma autora indígena, autoras negras, uma intelectual transexual, diversidade etária, entre outras.
Em 2019 na FLIP, Jarid Arraes participou da mesa “Vila Nova da Rainha” com participação da escritora cubano-americana Carmen Maria Machado com a mediação da jornalista Adriana Couto, e da mesa "Livro da cabeceira", tradicional mesa de encerramento do evento. Dois livros de Jarid entraram na lista de mais vendidos da festa literária: Heroínas Negras Brasileiras em 15 cordéis e Redemoinho em dia quente. Por sua participação de destaque, foi capa do caderno de cultura do jornal Estadão, entrevistada pela Folha de S.Paulo e saiu em revistas como a Marie Claire, Claudia e Vogue Brasil, como um dos nomes mais importantes da literatura brasileira.
Também aconteceram eventos de lançamento de Redemoinho em dia quente, no Rio de Janeiro e em São Paulo. No Rio, Jarid conversou com mediadoras do Leia Mulheres Rio de Janeiro na Livraria da Travessa Botafogo; em São Paulo, houve bate-papo com o escritor Marcelino Freire no Centro Cultural São Paulo, além de uma exposição fotográfica com fotos clicadas pela própria autora. As fotografias foram feitas em Juazeiro do Norte e Crato-CE, na região do Cariri, terra natal da autora e também onde os contos do livro Redemoinho em dia quente estão ambientados. A exposição fotográfica contou com a curadoria da fotógrafa Maria Ribeiro, que também editou as fotos.
As primeiras cinquenta pessoas que compraram o livro Redemoinho em dia quente no evento de lançamento ganharam um cordel inédito da autora. O folheto continha duas histórias: o primeiro sendo a versão completa de um cordel que faz parte de um dos contos do livro, “Asa no pé”, e o segundo – baseado livremente nos pensamentos existencialistas de Jean-Paul Sartre – intitulado “Patas vazias”.
Em março de 2023, Jarid Arraes participou de uma edição do projeto Paiol Literário, realizado pelo jornal de literatura Rascunho, com patrocínio do Itaú, por meio da Lei Rouanet. A entrevista, que teve mediação do escritor e jornalista Rogério Pereira, pode ser encontrada no canal oficial do Paiol no Youtube.
Recebeu diversas premiações por sua obra literária.
| Reconhecimentos e prêmios | Reconhecimentos e prêmios       | Reconhecimentos e prêmios | Reconhecimentos e prêmios |            |                            |
| PREMIADOR                 | OBRA                            | EDITORA                   | GÊNERO                    | LANÇAMENTO | CATEGORIA                  |
| ------------------------- | ------------------------------- | ------------------------- | ------------------------- | ---------- | -------------------------- |
| Biblioteca Nacional       | Redemoinho em dia quente        | Alfaguara                 | Contos                    | 2019       | Contos 2019                |
| APCA de Literatura        | Redemoinho em dia quente        | Alfaguara                 | Contos                    | 2019       | Contos/Crônicas 2019       |
| Suplemento Pernambuco     | Redemoinho em dia quente        | Alfaguara                 | Contos                    | 2019       | Os melhores livros de 2019 |
| Suplemento Pernambuco     | Nossos poemas conjuram e gritam | Quelônio                  | Poesia                    | 2019       | Quatro Cinco Um 2019       |